# 土屋まり
土屋 まり（つちや まり、1993年4月10日 - ）は、北海道テレビ放送（HTB）の女性アナウンサー。

## 来歴・人物
- 埼玉県浦和市出身。身長168cm。
- イギリス人の父と日本人の母をもつハーフ[1]。
- 英検準1級を取得している。
- 大学時代は乗馬サークルに所属していたため、趣味は乗馬[2]。
- 上智大学法学部法律学科を卒業後[3]、2017年に北海道テレビ放送（HTB）に入社。同期入社に福永裕梨がいる。
- HTB入社後にレギュラーで担当したイチオシ!!のコーナー「しあわせ散歩」では彼女の独特のキャラクターと、コンビを組んだ河野真也（オクラホマ）との掛け合いから人気コーナーとして定着。2018年4月のコーナー開始以来、姉妹番組の「イチモニ!」へ異動する2023年9月まで続投した（後任は福地妃菜美）。
- 2024年6月18日放送の「イチモニ!」番組冒頭にて結婚した事を公表。

## 出演
- イチモニ!（2023年10月2日 - ）メインキャスター（月曜 - 水曜担当）
- HTBニュース（不定期）
- 夢チカ18（2020年9月11日 - ） - ナビゲーター
- 錦鯉が行く!のりのり散歩（2022年4月30日 - ） - ナレーション
- ハナタレナックス（2022年5月26日 - 不定期） - 進行役
- HTBノンフィクション（不定期） - ナレーション
- イチオシ!!スペシャル「宇梶剛士と土屋まりの鉄道で行こう!」
  - 留萌線の旅（2019年9月16日）[4]
  - ぐるり噴火湾絶景&絶品探しの旅（2020年3月9日）[5]
  - 留萌線の旅 ～鉄路が消えても～（2023年3月17日）[6]
- イチオシ!モーニング土曜日 ニュースコーナー（2017年10月 - 2018年3月。福永裕梨と隔週交代）
- イチオシ!!（2017年10月2日 - 2023年9月29日）[7]
  - 2018年3月までは福永裕梨と隔月交代での出演。
- アナちゃん